# 扎賴斯克
54°46′N 38°53′E / 54.767°N 38.883°E
扎賴斯克（俄语：Зара́йск）是俄羅斯莫斯科州南部的一個城市。位於莫斯科東南162公里奧卡河畔。2002年人口25,093人。
歷史上受梁贊影響比莫斯科大，直到20世紀以前仍屬梁贊省。

## 姐妹城市
- 保加利亚波波沃